# Farbreduktion
Farbquantisierung oder Farbreduktion nennt man Quantisierungsverfahren der Computergrafik, die die Anzahl der Farben einer Rastergrafik verringern. 
Farbreduktion wird angewandt, um von dem bei geringerer Farbtiefe kleineren Speicherplatz einer Grafikdatei zu profitieren. Insbesondere indizierte Farben ermöglichen relativ kompakte Dateien. Farbreduktion verlor Ende des letzten Jahrtausends mit dem Aufkommen bezahlbarer 24-bit-fähiger Grafikkarten weitgehend seine Bedeutung. Um das Jahr 2010 verloren Grafikkarten die Fähigkeit von Modi mit weniger als 24 Bit Farbtiefe.

## Verfahren
Es gibt verschiedene Algorithmen, um die {\displaystyle n} besten Farben (Repräsentanten) für das zu bearbeitende Bild zu ermitteln. Dazu zählen:
- Gleichförmige Quantisierung
- Popularity-Algorithmus
- Octree
- Median Cut
- NeuQuant (selbstorganisierende Karte)
- Generalized-Lloyd-Algorithmus (Linde-Buzo-Gray)

## Verbesserung des Bildeindrucks
Die Verringerung der Farben erzeugt Kanten, die vom Auge bevorzugt wahrgenommen werden (Machsche Streifen) und den Bildeindruck stören. Das sogenannte Dithern verschmiert die Übergänge durch selektives Verrauschen und verbessert subjektiv die Bildqualität.

## Beispiele

Originalbild (Echtfarben)
Auf 16 Farben reduziert, ohne Dithering
Auf 16 Farben reduziert, mit Dithering

Die Farbreduktion ist beim Speichern in einem Grafikformat, das nur eine geringere Farbtiefe als das Originalbild unterstützt, notwendig. Beispielsweise unterstützt das GIF-Format 256 unterschiedliche Farben. Graustufenbilder mit einer Farbtiefe von 8 Bit können verlustfrei gespeichert werden, Farbfotos mit einer Farbtiefe von 24 Bit pro Pixel hingegen müssen vor der Speicherung auf 256 Farben reduziert werden.